# Río Chiriquí (Ngäbe-Buglé)
Río Chiriquí es un corregimiento del distrito de Kusapín en la comarca Ngäbe-Buglé, República de Panamá. La localidad tiene 3.658 habitantes (2010).